# Маслюк модриновий
Маслюк модриновий (Suillus elegans Schum. ex Fr. Snell. Ixocomus elegans (Schum. ex Fr.) Sing., Boletus elegans Schum. ex Fr., Suillus grevillei) — їстівний гриб родини маслюкові (Suillaceae).

## Морфологічна характеристика
Шапинка 4-10 (15) см у діаметрі, жовто- або оранжево-коричнева, клейка. Шкірка знімається. Пори жовтуваті, сірувато- або оливково-жовті, дрібні, від дотику рожевіють, потім коричневіють. Спори жовтуваті, 7-10 × 3-4 мкм, веретеноподібні, жовті. Спорова маса жовтувато-бура. Ніжка щільна, з кільцем, 4-10(12) × 1-2(3) см, до кільця жовто, нижче — коричнювата. Кільце біле, жовтувате, швидко зникає. М'якуш жовтий, при розрізуванні на повітрі в шапці злегка рожевіє, у ніжці трохи зеленіє. Смак і запах добрі.

## Екологічна приуроченість
Росте в модринових лісах; у липні — жовтні.

## Використання
Добрий їстівний гриб. Використовують свіжим, про запас сушать, маринують.